# Stureakademin
Stureakademin är en ettårig idéutbildning för unga vuxna och som drivs av Stiftelsen Fritt Näringslivs tankesmedja Timbro. Utbildningen behandlar framför allt ämnena politisk filosofi, idéutveckling, kommunikation och opinionsbildning.

## Historia
Stureakademin är uppkallad efter Timbros grundare Sture Eskilsson. Vid starten 2003 leddes utbildningen av Kristian Karlsson. I november 2006 tog Håkan Tribell över efter Karlsson och drev verksamheten fram till 2010. Åren 2010–2013 ledde Patrick Krassén utbildningen, följt av Adam Cwejman 2014–2017, Andreas Johansson Heinö 2018–2019 och Caspian Rehbinder 2020–2021. Sedan 2021 är Catarina Starfelt ansvarig för utbildningen.